# オアシス農業
オアシス農業（オアシスのうぎょう、英: Oasis Agriculture）とは、乾燥地域で、外来河川や湧水、地下水などから地下水路等により水を引くことによって行われる農業のことである。ナイル川流域やサハラ砂漠、イラン高原などに見られる。オアシス周辺でも行われる。栽培されるものとしてはナツメヤシなどがある。
主に天然ゴム、コーヒーなどの輸出用作物を栽培する農業である。